# 桑代茨
桑代茨（法語：Sendets，法語發音：[sɛ̃dɛts]）是法国大西洋比利牛斯省的一个市镇，属于波城区。

## 地理
桑代茨（43°17'48"N, 0°15'38"W）面积7.73 平方千米，位于法国新阿基坦大区大西洋比利牛斯省，该省份为法国东南部省份，涵盖了贝阿恩与北巴斯克，西临大西洋比斯開灣，北至朗德省，东北接热尔省，东临上比利牛斯省，南与西班牙接壤。
与桑代茨接壤的市镇（或旧市镇、城区）包括：昂端、阿尔蒂格卢唐、伊德龙、莱村、莫尔拉斯、乌斯、塞尔莫尔拉斯。
桑代茨的时区为UTC+01:00、UTC+02:00（夏令时）。

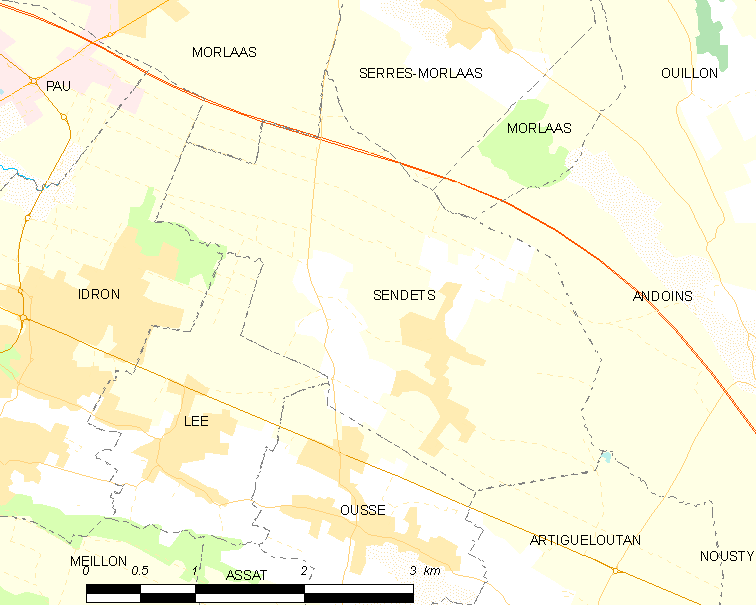
桑代茨的OSM定位图

## 行政
桑代茨的邮政编码为64320，INSEE市镇编码为64518。

## 政治
桑代茨所属的省级选区为莫尔拉斯与蒙塔内雷斯地区县。

## 人口

1962-2008年间桑代茨人口变化图示

桑代茨于2022年1月1日时的人口数量为1156人。